# Hebereke (serie)
Hebereke (へべれけ?) es una serie de videojuegos desarrollado por Sunsoft que fue lanzado principalmente en Japón, con unos pocos lanzamientos en Europa y un lanzamiento en América. Era una de las franquicias principales de la empresa en los noventa. Hebe, el personaje principal de la serie, se convirtió en la mascota principal de Sunsoft en este periodo del tiempo, apareciendo en el logo de la empresa en muchos juegos y comerciales. La serie trae escenarios y personajes cómicos y surreales. El título de la serie viene de un coloquialismo para la borrachera. La serie trae diferentes géneros desde plataformero a puzle, a pesar de tomar lugar en el mismo universo. Aunque hay 9 juegos en la serie, solo se lanzaron 3 de ellos fuera de Japón: Ufouria: The Saga para la NES, Hebereke's Popoon para la SNES y Hebereke's Popoitto para la SNES, PlayStation y Sega Saturn. Todos de esos juegos solo fueron lanzados en Japón y Europa, sin ningún lanzamiento americano, aunque Ufouria: The Saga se lanzó finalmente en la consola virtual de Wii en América 18 años después y en la consola virtual de Wii U en América casi 22 años después.

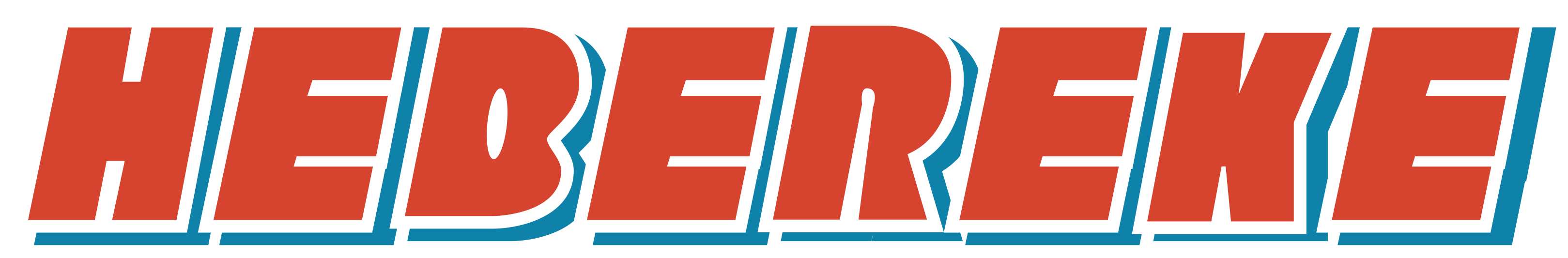
Logo internacional de Hebereke, usado en lanzamientos PAL.

El primer juego de Hebereke para la Nintendo Entertainment System fue lanzado en la región PAL bajo el título de Ufouria: The Saga, que cambió los nombres de los personajes principales, mientras que dos de ellas tiene sus apariencias cambiadas. Un lanzamiento americano fue planeado, pero se canceló junto con Mr. Gimmick debido a su diseño de personaje peculiar; sin embargo, la versión PAL luego fue añadida a la consola virtual de Wii en América. Más tarde, también se lanzó un set de juegos para Super Nintendo bajo el nombre de Hebereke, que mantuvo los nombres y diseños de personaje originales de la versión japonesa.

## Juegos
Sunsoft usó los personajes y el mundo de Hebereke en una serie de juegos para la Family Computer, Super Famicom, Sega Saturn, PlayStation, máquinas arcade y teléfonos móviles.
| Nombre                                   | Desarrollador                                       | Plataforma(s)                              | Género            | Fecha de lanzamiento | Notas |
| ---------------------------------------- | --------------------------------------------------- | ------------------------------------------ | ----------------- | --- | --- |
| Hebereke (Ufouria: The Saga)             | FC/NES Sunsoft i-mode Space Out                     | NES/Famicom i-mode                         | Acción y aventura | FC 20 de septiembre de 1991 NES 19 de noviembre de 1992 i-mode 18 de agosto de 2003                                                                                              | Relanzado en la PlayStation junto con Rough World bajo el nombre de Sunsoft Memorial Vol.5, el cual en sí, luego fue relanzado por PlayStation Network en Japón el 24 de noviembre de 2010. Ufouria iba a lanzarse en América, pero se canceló junto con Mr. Gimmick debido a su diseño de personaje peculiar, aunque David Siller, el exvicepresidente de desarrollo de Sunsoft of America, dijo que ambos juegos podrían ser exitosos. En 2010, el juego fue lanzado en la consola virtual de Wii tanto en la región PAL como en América, haciéndolo el primer juego de Hebereke para ser lanzado en la última región. Se anunció que en el 2023, se lanzará una adaptación del primer juego para múltiples plataformas, junto con un relanzamiento del juego original. |
| Hebereke's Popoon                        | SFC/SNES Falcon Arcade Success                      | SFC/SNES i-mode                            | Puzle             | SFC 22 de diciembre de 1993 SNES 1994 i-mode c. 2003 | Este es el primer juego de Hebereke para mantener los diseños de personaje japoneses en la región PAL. |
| Sugoi Hebereke                           | SFC Sunsoft, OLM i-mode Space Out                   | SFC i-mode                                 | Lucha             | SFC 11 de marzo de 1994 i-mode 2003 | Este es el único juego de Hebereke para ser relanzado por Nintendo Switch Online. |
| Hebereke no Oishii Puzzle wa Irimasen ka | SFC Falcon                                          | SFC                                        | Puzle             | 31 de agosto de 1994 | Este juego en sí era un port del juego arcade Oishii Puzzle wa Irimasen ka. El título podrá ser traducido como "¿No necesitas el puzle delicioso de Hebereke?". |
| Hashire Hebereke                         | Sunsoft                                             | SFC                                        | Correr en pie     | 22 de diciembre de 1994 | Este es el único juego de Hebereke en tener jugabilidad isométrica. |
| Popoitto Hebereke (Hebereke's Popoitto)  | PS1/Saturn Success SFC/SNES Sunsofti-mode Space Out | PlayStation Saturn SFC/SNES i-mode         | Puzle             | Saturn (JPN) 3 de marzo de 1995 Saturn (PAL) 1995 PS1 (JPN) 26 de mayo de 1995 PS1 (EUR) 1 de marzo de 1996 SFC 28 de julio de 1995 SNES 30 de septiembre de 1995 i-mode c. 2003 | La versión japonesa para PlayStation se llama Hebereke Station Popoitto y eventualmente fue relanzado el 3 de junio de 1999 bajo la etiqueta de "SunKore Best", y el 4 de octubre de 2001 bajo la etiqueta de "Value 1500". |
| Oh-Chan no Oekaki Logic                  | Sunsoft i-mode Space Out                            | PlayStation Saturn SFC/SNES Palm OS i-mode | Puzle             | PS1 9 de septiembre de 1995 Saturn 17 de noviembre de 1995 SFC 1 de diciembre de 1995 Palm OS/i-mode 2002                                                                        | La versión japonesa para PlayStation fue relanzada el 1 de octubre de 1998 bajo la etiqueta de "SunKore Best", y el 11 de enero de 2001 bajo la etiqueta de "Value 1500". |
| Oh-Chan no Oekaki Logic 2                | Sunsoft                                             | PlayStation WonderSwan                     | Puzle             | PS1 27 de septiembre de 1996 WS 6 de enero de 2000 | La versión japonesa para PlayStation fue relanzada el 1 de julio de 1999 bajo la etiqueta de "SunKore Best", y el 11 de enero de 2001 bajo la etiqueta "Value 1500". Este juego también se lanzó en la WonderSwan, aunque sin el "2" en el nombre. |
| Hebereke no Pair Pair Wars               | Sunsoft                                             | Neo Geo                                    | Puzle             | Sin lanzar (planeado para lanzarse en 1996) | Este es el único registro detrás de un juego canelado de Hebereke. |
| Oh-Chan no Oekaki Logic 3                | Sunsoft                                             | PlayStation                                | Puzle             | 11 de enero de 2001 | A diferencia de sus precuelas, solo se lanzó bajo la etiqueta de "Value 1500". A pesar de ser el tercer juego de la subserie, usa en sí el motor del primer juego, sin las adiciones del segundo juego. |
| Oh-Chan no Oekaki desu wa                | Space Out                                           | i-mode                                     | Puzle             | 2004 | Este juego es una adaptación de Oh-Chan no Oekaki Logic. |
| Hebereke 2 (Ufouria: The Saga 2)         | Sunsoft                                             | Nintendo Switch PlayStation 5              | Acción y aventura | 29 de febrero de 2024 | Este juego es una remake de Hebereke/Ufouria: The Saga. Este es el último juego en la serie de Hebereke. |

## Cameos
- Los personajes de Hebereke aparecieron en el port de Mega Drive de Lemmings, apareciendo en el nivel 18 de la dificultad de "Sunsoft".
- Oh-Chan aparece en uno de los cortes en Yeh Yeh Tennis (Wai Wai Tennis 2 in Japan) para PlayStation.
- Hebereke fue listado como un diseñador gráfico en los créditos de Journey to Silius en 1990, marcando la primera vez que se mencionó a Hebereke.[12]
- Los personajes de Hebereke también aparecieron junto con otros personajes de Sunsoft en las tarjetas que venían con Barcode World.
- Hebe aparece como un enemigo en Benkei Gaiden: Suna no Shō, teniendo la cantidad de otorgancia más alta en el juego.
- En Honō no Tōkyūji: Dodge Danpei, existe una contraseña extra secreta llamada HEBE, que trae un menú para que el jugador pudiera ver todas las escenas del juego, incluyendo el ending.[13]
- En la serie de videojuegos de Shanghai, los personajes de Hebereke aparece como un cameo en su entrega de spin-off móvil, Shanghai Musume: Mahjong Girls.
- Los personajes de Hebereke aparecieron como personajes en un DLC para la versión de Nintendo Switch y PlayStation 4 del videojuego Penguin Wars.[14]

## Mercancía

### Cómic
Ryōji Uchimichi, el diseñador de los personajes de Hebereke, dibujó una serie de mangas yonkoma basado en los juegos que fueron serializados por Tokuma Shoten en la revista japonesa Family Computer Magazine (abreviado como "Famimaga") desde el 6 de septiembre de 1991. El 3 de septiembre de 1993, el cómic fue renombrado a Sugoi Hebereke (すごい へべれけ?), el cual luego se usó para un juego de lucha para la Super Famicom. El 30 de septiembre de 1995, los primeros dos años de los cómics publicados fueron lanzados en una colleción llamado Hebereke no Hon (へべれけのほん?  tdl. El libro de Hebereke), pero no se publicó los que quedan. Eventualmente, fue renombrado a Pemopemo (ぺもぺも?) el 21 de april de 1997, antes de cancelarse el 20 de marzo de 1998 debido a la descontinuación de Famimaga.
Otra serie de manga yonkoma basado en los juegos de Hebereke, llamado Dai Eppyō (だいえっぴょー?  tdl. Gran Eppyō), fue lanzado el 12 de agosto de 2013, publicado por Comic Market en Japón.

### Banda sonora
El 25 de junio de 1994, un CD llamado Takusan Hebereke (たくさんへべれけ?  tdl. Un montón de Hebereke) fue lanzado por DATAM Polystar. Trae versiones originales de la música de los primeros tres juegos de Hebereke: Hebereke, Hebereke's Popoon y Sugoi Hebereke. También trae la banda sonora de otro juego de Sunsoft, llamado Gimmick! (conocido en Europa como Mr. Gimmick). La banda sonora fue compuesto por Naoki Kodaka, Phase Out & Mutec y Masashi Kageyama, y arreglado por Hitoshi Sakimoto.

## Personajes
El personaje trae visuales y personajes que eran típicamente "kawaii" en su diseño, hecho en el estilo de Bomberman, The New Zealand Story y particularmente Hello Kitty.
La serie consiste de cuatro personajes principales: Hebe, Oh-Chan, Sukezaemon y Jennifer. También trae cuatro personajes secundarios notables: Bobodori, Pen-Chan, Utsujin y Unyohn.

### Personajes principales
Hebe (algunas veces conocido como "Hebereke", Bop-Louie en Ufouria)
Interpretado por: Megumi Hayashibara
Hebe (へべ?), conocido en Ufouria como Bop-Louie, es un pingüinito albino blanco (un muñeco de nieve vivo en Ufouria). Él trae un gorro azul con un pom-pom blanco en él. Él es el más rápido en términos de velocidad, pero no salta tan alto, no puede caminar en hielo, y tampoco puede nadar. Puede extender su cuello para atacar enemigos usando el ataque Kubidokkan. Él también puede subir usando una ventosa. Él usualmente termina sus sentencias con "pyō" (ぴょー?). Su pronombre de primera persona en japonés es "wachi" (わち?).
Oh-Chan (Freeon-Leon en Ufouria)
Interpretada por: Mika Kanai
Oh-Chan (おーちゃん Ōchan?), conocido en Ufouria como Freeon-Leon, es una niña disfrazada de gata naranja (un lagarto macho en Ufouria). A diferencia de Hebe, ella puede nadar en agua y puede caminar en hielo sin deslizarse. Trae una personalidad de alto vuelo y trae una risa muy alta. Su pronombre de primera persona en japonés es "watakushi" (わたくし?).
Sukezaemon (Shades en Ufouria)
Interpretado por: Norio Wakamoto
Sukezaemon (助左衛門?), conocido en Ufouria como Shades, es un fantasma blanco con lentes de sol negros y un gorro rojo con alas. Con su cuerpo liviano, puede saltar más alto. Él también trae una personalidad seria y es muy atento. Su pronombre de primera persona en japonés es "sessha" (拙者?).
Jennifer (Gil en Ufouria)
Interpretado por: Shigeru Chiba
Jennifer (ヂェニファー Jenifā?), conocido en Ufouria como Gil, es un pez rape verde con una antena amarilla. Él es experto en el agua, teniendo la abilidad de poder caminar bajo el agua. Él habla mal, pero es suave. Su pronombre de primera persona en japonés es "oira" (オイラ?).

### Personajes secundarios
Bobodori
Interpretado por: Shigeru Chiba
Bobodori (ぼーぼーどり Bōbōdori?) es un ave morado macho. Su pronombre de primera persona en japonés es "oira" (オイラ?).
Pen-Chan
Interpretada por: Megumi Hayashibara
Pen-Chan (ぺんちゃん?) es una chica disfrazada de pingüina. Ella no trae pronombre de primera persona en japonés, usando su nombre en su lugar.
Utsujin
Interpretado por: Norio Wakamoto
Utsujin (うつーじん Utsūjin?) es un gato macho naranjo disfrazado de alienígena, siendo parte del clan de los hermanos del gato Muu. Él usualmente inicia sus sentencias "muū" (むうー?). Ella no trae pronombre de primera persona en japonés, usando en su lugar "Utsū" (うつー?), una abreviación de su nombre.
Unyon
Interpretado por: Norio Wakamoto
Unyon (うにょーん Unyōn?) es un alienígena con un casco. Su paleta de colores depende en el juego. Su pronombre de primera persona en japonés es "washi" (わし?).